# Lloyds Bank GmbH
Lloyds Bank GmbH is een Duitse bank, die onderdeel is van de Britse Lloyds Banking Group. De bank is wegens het vertrek uit de EU van het Verenigd Koninkrijk op 25 maart 2019 opgericht, en opereert in Nederland en Duitsland.
De spaargelden van spaarders bij Lloyds Bank GmbH vallen onder het Duitse depositogarantiestelsel - de Einlagesicherung. Binnen dit stelsel is een inleg tot €100.000 gegarandeerd. Dit stelsel is even hoog als in andere EU-landen, waaronder Nederland.

## Nederland
Lloyds Bank GmbH opereert in Nederland onder de naam Lloyds Bank. Eerder, sinds 1966, was Lloyds Bank in Nederland de handelsnaam van de Britse bank.
De bank is actief met bancaire producten en diensten voor consumenten en bedrijven. Ze biedt hypotheken, spaarrekeningen en kredieten aan. Sinds 1999 biedt de bank online hypotheken aan. 
Voor de activiteiten op de Nederlandse markt staat Lloyds Bank onder toezicht van de Autoriteit Financiële Markten (AFM) en De Nederlandsche Bank (DNB).
Lloyds Bank GmbH heeft een kantoor in Amsterdam met circa 140 medewerkers (oktober 2020).

## Duitsland
Lloyds Bank GmbH opereert in Duitsland onder de handelsnaam Bank of Scotland, en biedt daar persoonlijke leningen, autofinancieringen en spaarrekeningen aan.
De bank heeft een kantoor in Berlijn met circa 300 medewerkers (oktober 2020). 